# Ernst Kantorowicz
Pour les articles homonymes, voir Kantorowicz.
Ernst Hartwig Kantorowicz, né à Posen (Prusse, Empire allemand), aujourd'hui Poznań (Pologne), le 3 mai 1895 et mort à Princeton (États-Unis) le 9 septembre 1963, est un historien allemand naturalisé américain, spécialisé dans l'étude des idées politiques médiévales et de la sacralisation du pouvoir royal. Son ouvrage majeur, Les Deux Corps du roi, est devenu un classique de l'histoire de l'État.
D'origine juive mais probablement athée, c'était un conservateur proche des nationalistes allemands dans les années 1920. Refusant de signer un serment d'allégeance au nazisme, il émigra aux États-Unis en 1938. Enseignant d'abord à Berkeley, il démissionna sous le maccarthysme en refusant, à nouveau au nom de la liberté de l'enseignement, de signer un serment de loyauté. Puis il travailla à Princeton, où il publia en 1957 Les deux Corps du roi. Une étude de la théologie politique médiévale.
Également auteur d'une biographie de Frédéric II Hohenstaufen (1927), il laisse une œuvre qui se distingue encore par une rare érudition et une plume brillante.

## L'Allemagne et la biographie de Frédéric II
Né dans une famille aisée juive allemande de distilleurs de Posnanie, il combat dans les tranchées de Verdun où il est blessé. Il est ensuite envoyé en Russie en 1916, puis dans un état-major allemand sur le front ottoman,.
Après la capitulation allemande, il entame des études de philosophie à Berlin et s'engage dans les corps francs, un groupe d'anciens combattants nationalistes qui participent à la répression de l'insurrection de Grande Pologne et à l'écrasement de l'insurrection spartakiste à Munich. Il est à nouveau blessé pendant ces combats.
En 1920, il part pour Heidelberg afin d'y suivre les cours de deux des principaux médiévistes allemands de l'époque, Karl Hampe et Friedrich Baethgen.
Durant ces années, Kantorowicz participe aux réunions du Georgekreis, un cercle littéraire et intellectuel de passionnés d'un certain romantisme mystique, qui se réunissent autour du poète Stefan George. Au sein de ce cercle, on retrouve des personnes comme Claus von Stauffenberg (qui participe à l'attentat du 20 juillet 1944 contre Hitler), Woldemar von Uxkull-Gyllenband, auquel il dédie sa biographie de Frédéric II, ou Friedrich Gundolf. Le cercle érudit, parfois précieux (où l'exaltation du corps masculin renvoie à une homosexualité d'esthètes, pratiquée par certains de ses membres) que réunit le poète va marquer l'historien : devenu professeur aux États-Unis, il favorise les échanges entre ses élèves et lui-même par des réunions de travail à son domicile.

### La biographie de Frédéric II
Son premier ouvrage, une biographie de l'empereur Frédéric II Hohenstaufen, est publié en 1927. Si cette biographie recueille des critiques louangeuses, elle est jugée trop littéraire par les universitaires de l'époque, elle est attaquée notamment par Albert Brackmann, professeur de l'université de Berlin, lors d'une conférence intitulée « L'Empereur Frédéric II sous un regard mythique ». Les historiens contemporains contestent en effet son usage des sources, considérées comme insuffisamment fiables : dépeignant un tableau de Frédéric II, il fait, en effet, appel à des prophéties, des anecdotes et des rumeurs pour dresser ce portrait mi-historique, mi-mythique, de l'empereur. Par ailleurs, il avait omis d'inclure un appareil de sources à son livre, erreur qu'il répara après-guerre sans toutefois répondre à toutes les critiques.
Très appréciée des nazis, en particulier d'Hitler qui déclarait l'avoir lue et relue, cette biographie fut offerte par Göring à Mussolini. L'amiral Canaris, en guise de dernière volonté, avait demandé un exemplaire du Frédéric II, avant son exécution pour complicité dans l'attentat du 20 juillet 1944. Après guerre, Kantorowicz, qui avait vu sa mère Clara et sa cousine Gertrud (traductrice de Bergson en allemand et amie de Simmel) déportées par les nazis, était le premier à regretter que son ouvrage puisse avoir été non seulement apprécié par Hitler, mais aussi utilisé à des fins politiques. Cela le conduisit à renier ce livre dont il n'aimait guère parler[réf. nécessaire].

### Le nazisme
Il obtient une chaire à l'université de Francfort en 1932 et est professeur invité à Oxford de 1933 à 1934. Refusant de prêter serment au régime nazi, il démissionne de l'université en 1934 et, se plaçant ainsi en retrait, traduit des poèmes anglais. Il reste cependant en Allemagne, non sans avoir envoyé un curriculum vitæ dès le printemps 1934 au service des migrations internationales américain.
L'homme est complexe à cerner, sa vie remplie de paradoxes. Juif mais « probablement athée », il n'entretenait — comme bien d'autres juifs allemands — aucune attache particulière avec sa judéité. Il se pensait avant tout comme Allemand, ce qui explique peut-être qu'il ne quitte son pays qu'après la nuit de Cristal dans des circonstances « rocambolesques ». Lui, l'historien profondément attaché à l'Allemagne au point d'écrire la biographie d'un chef d'État symbole de la patrie allemande, non exempt de préjugés xénophobes, contre les Slaves et les Polonais en particulier, certes courants à l'époque, ne pouvait imaginer être inquiété pour ses origines juives.
Selon son biographe Alain Boureau, il faut attendre 1933 pour qu'Ernst Kantorowicz prenne conscience du caractère foncièrement antisémite du nazisme. Lorsqu'il doit quitter son poste, il rédige une lettre où il assure être un fervent partisan de la « révolution nationale » :
« Malgré mon ascendance juive, (...) il me semblait que je n'aurais pas besoin de garanties pour attester de mes sentiments en faveur d'une Allemagne réorientée dans un sens national ; il me semblait que mon attitude fondamentalement enthousiaste envers un Reich dirigé en un sens national, allait bien au-delà de l'attitude commune. »
« Ce texte, commente A. Boureau, met mal à l'aise le lecteur : en 1933 Kantorowicz partage le vocabulaire de ceux qui l'excluent. L'historien apparaît ici comme un réactionnaire nationaliste que seule sa judéité rejette malgré lui de la dérive nazie. » Insistant peut-être sur son évolution après 1933, d'autres l'ont qualifié, au contraire, d'« ultra-conservateur aristocrate », détestant le national-socialisme, son antisémitisme, et son « philistinisme brutal ». E. Kantorowicz est un personnage idéal pour pénétrer le monde de l'intelligentsia et des milieux nationalistes allemands de l'entre-deux guerres. L'historien peut, à ce titre, être rattaché au courant dit de la « révolution conservatrice ».
Malgré ses efforts pour exfiltrer sa mère d’Allemagne, celle-ci restée à Berlin mourra à Theresienstadt.

## L'émigration et le maccarthysme
Il quitte l'Allemagne le 6 décembre 1938, séjourne très brièvement à Oxford auprès de Maurice Bowra, puis s'embarque pour les États-Unis le 28 janvier 1939, où il enseigne à l'université de Californie, à Berkeley. Ce départ pour l'Amérique en 1938 sera définitif. Il refuse en 1945 la chaire que lui propose l'université libérée de Francfort et la même année devient citoyen des États-Unis et professeur à Berkeley.
Constamment pris dans les tumultes de l'histoire, Ernst Kantorowicz ne trouve pas en Amérique le repos et le calme indispensables à sa réflexion. En 1949, refusant de signer le serment de loyauté de l'université (qui peut entraîner le licenciement du professeur de son université), il est entraîné dans les ennuis du maccarthysme. Il était pourtant resté conservateur, n'ayant aucune affinité avec le socialisme. Son refus de signer ce serment provient essentiellement de la défense de la liberté d'enseignement et du rejet de toute forme d'ingérence du pouvoir politique ou judiciaire dans le milieu universitaire. Ces thèses ont été résumées dans l'Enjeu fondamental.

## Princeton et les «Deux corps du roi»
Le temps passé à lutter contre les remous du maccarthysme ne lui permet pas de refondre son Frédéric II, dont certains passages lui déplaisaient depuis la Seconde Guerre mondiale et les ravages du nazisme. En 1951, las de tant de combats, il démissionne de Berkeley pour enseigner à l'Institute for Advanced Study de Princeton, ce qu'il fera jusqu'à sa mort en 1963.
C'est là qu'il publie son livre le plus connu, Les Deux Corps du roi, sous-titré une « étude de la théologie politique médiévale » (1957), qui est aujourd'hui presque aussi souvent cité que La Méditerranée et le monde méditerranéen à l'époque de Philippe II de Braudel. En se focalisant sur l'étude des Tudor, Kantorowicz y montre comment les historiens, théologiens et canonistes du Moyen Âge concevaient et construisaient la personne et la charge royales ; le roi possède un corps terrestre, tout en incarnant le corps politique, la communauté constituée par le royaume. Cette double nature, humaine et souveraine du « corps du roi », explique l'adage « Le roi est mort, vive le roi ! », le corps du souverain ne pouvant précisément mourir.
Cet ouvrage, qui trouve son origine dans une conversation avec le juriste américain Max Radin, représentant du legal realism, reste aujourd'hui un des classiques de l'histoire médiévale. Le livre fut immédiatement acclamé par la critique universitaire, en particulier par William Dunham ou Peter Riesenberg. Dunham le compara ainsi à Domesday Book and Beyond: Three Essays in the Early History of England (1897) de Frederic William Maitland, considéré comme l'un des meilleurs livres d'une demi-douzaine en termes d'histoire et de conceptualisation, tandis que Riesenberg le qualifiait d'ouvrage d'histoire médiévale le plus intéressant depuis « les dernières générations ». Robert Folz parlait d'un « livre magistral », Norman Cantor, qui devint par la suite l'un de ses critiques majeurs, de « la plus importante contribution historique depuis Fritz Kern (de) », etc. Dans le Spectator, l'historien Geoffrey Barraclough (en) approuvait vigoureusement le choix du sous-titre, en rupture avec une interprétation sur-rationaliste qui aurait préféré parler de « pensée politique médiévale ». Plus tard, Michael Bentley (1997) le comparera, malgré une orientation très différente, aux Les Rois thaumaturges de Marc Bloch.
Parmi cette quasi-unanimité, certains cependant regrettaient soit ce qu'ils considéraient comme une œuvre trop conceptuelle et pas assez éclairante quant aux usages juridiques pratiques de la « doctrine des deux corps », tandis que d'autres, à l'inverse de Barraclough, rejetaient le concept de théologie politique, qu'ils considéraient trop proche de la pensée de Carl Schmitt, juriste nazi.
Malgré cet accueil, Les Deux Corps du roi ne devint internationalement célèbre qu'après un certain temps, notamment avec les travaux d'anthropologie culturelle des années 1970 et 1980. Publié en 1957, il fut ainsi traduit en espagnol en 1985; en italien et en français en 1989; en allemand en 1990; en polonais et en portugais en 1997.
D'une manière générale, les travaux d'Ernst Kantorowicz ont représenté une contribution majeure à la compréhension de la genèse de l'État moderne, en particulier dans ses fondements symboliques. Aux États-Unis, Ernst Kantorowicz faisait partie de ceux que l'on a appelé les « cérémonialistes américains » se proposant d'étudier les symboles du pouvoir dans les monarchies anglaise et française à l'époque moderne. On peut citer son ami et historien de l'art Erwin Panofsky qui a offert à Kantorowicz une approche iconographique de la théorie des « deux corps » mais aussi deux de ses disciples, Ralph Giesey et Richard A. Jackson, celui-là étant auteur de Le roi ne meurt jamais, celui-ci auteur de l'ouvrage sur les acclamations royales, Vivat rex.

## Postérité
Kantorowicz ayant le goût du mystère, l'aura conservé jusqu'au bout. À sa mort, il demande à être incinéré, ses cendres devant être dispersées dans la mer des Caraïbes et ses documents personnels brûlés. Celui qui s'intéresse à cet historien reste face à une personnalité complexe aux prises avec l'histoire mouvementée de la première moitié du XXe siècle. Robert Folz, médiéviste français, fut un des historiens qui firent connaître Kantorowicz en France.
Bien après sa mort, sa mémoire continue d'être attaquée, notamment par l'historien américain controversé Norman F. Cantor, qui, sous l'expression de « jumeaux nazis » (nazi twins), l'associe à Percy E. Schramm dans son ouvrage Inventing the Middle Ages (1991). Cantor considérait que ces deux historiens étaient proches de par leur formation, issue du courant de la Geistesgeschichte (« histoire de l'esprit », associé à Dilthey), bien que Schramm ait été proche de l'école d'histoire de l'art d'Aby Warburg, tandis que Kantorowicz était proche du cercle de Stefan George.
Ses disciples (Robert L. Benson, Margaret Sevcenko et Ralph. E. Giesey) ont répondu par un Defending Kantorowicz où ils montrent que si, durant les années 1920-30, l'historien a côtoyé le cercle romantique et nationaliste du poète Stefan George, en revanche son attitude face au nazisme (comme chez la plupart des membres de la Révolution conservatrice) n'a pas été celle d'un homme séduit par ses fondements idéologiques et intellectuels.
Selon la présentation de Mourir pour la patrie de Pierre Legendre :
« Sur la pente de ces notations touchant l'atmosphère dans laquelle a baigné cette œuvre et la facilité avec laquelle ce savant expérimenté, aussi prestigieux, pour nous les jeunes d'alors, que certains noms de la science historique d'aujourd'hui, répondait à ceux qui l'interrogeaient, j'ajouterai ceci : il y avait en cet homme quelque chose d'héroïque. Dans notre monde d'intellectuels où la lâcheté et la servilité sont parfois, autant qu'ailleurs, tenues pour des qualités estimables, Ernst Kantorowicz est allé jusqu'au bout de sa passion pour la liberté, au prix des contradictions que l'on sait et dans l'ambivalence. Non par de vaines déclarations, mais en payant de sa personne. »

## Ouvrages
- (de) Kaiser Friedrich der Zweite, Berlin, 1927.
  - (fr) Frédéric II, Gallimard, Paris, 1987.
- Mourir pour la patrie, Presses universitaires de France, 1984.
- (en) The King’s Two Bodies: A Study in Mediaeval Political Theology, Princeton, 1957.
  - (fr) Les Deux Corps du roi, Paris, 1989.
- Selected Studies, New York, 1965.
- (en) Laudes Regiae. A Study in Liturgical Acclamations and Medieval Ruler Workship, Los Angeles, 1946
  - (fr) Laudes Regiae. Une étude des acclamations liturgiques et du culte du souverain au Moyen Âge, Fayard, 2004.
  - (fr) Le lever du roi, Bayard, 2004
- (fr)  Œuvres, Quarto Gallimard, Paris, 2000; contient les deux ouvrages Frédéric II, Les Deux Corps du roi et en postface une édition revue et corrigée de l'ouvrage Histoires d'un historien, Kantorowicz d'Alain Boureau.

#### L'École des cérémonialistes américains
- L. M. Bryant, The King and the City in the Parisian Royal Entry Ceremony (14th-18th Centuries), Droz, 1986.
- R. E. Giesey, Le roi ne meurt jamais. Les obsèques royales dans la France de la Renaissance, Flammarion, 1987.
- R. E. Giesey, Le Rôle méconnu de la loi salique, Les Belles Lettres, 2006.
- R. E. Giesey, Cérémonial et puissance souveraine. France, XVe-XVIIe siècle, Éditions de l'EHESS, 1995.
- S. Hanley, Les Lits de justice des rois de France, Aubier, 1990.
- R. A. Jackson, Vivat Rex ! Histoire des sacres et des couronnements en France, 1364-1825, Université de Strasbourg, 1984.